# Sawaryna
Sawaryna (biał. Саварына, ros. Саварина, Sawarina) – wieś na Białorusi, w obwodzie witebskim, w rejonie szarkowszczyńskim, w sielsowiecie Hermanowicze. W 2019 liczyła 2 mieszkańców.